# Phobocampe yasumatsui
Phobocampe yasumatsui är en stekelart som beskrevs av Tohru Uchida 1954. Phobocampe yasumatsui ingår i släktet Phobocampe och familjen brokparasitsteklar. Inga underarter finns listade i Catalogue of Life.